# Mahaweli Ganga
Mahaweli Ganga es el mayor río de Sri Lanka. Mahaweli Ganga es un nombre cingalés, que significa "Gran río arenoso".
Posee una longitud de 335 kilómetros y una cuenca de 10 448 km², la mayor del país, cubriendo un quinto del área de la isla. El río alcanza el mar en Trincomalee, al noreste de Sri Lanka. Continúa como un gran cañón submarino, haciendo Trincomalee uno de los puertos marítimos más profundos del mundo.
El río posee varias presas, utilizadas para general energía hidroeléctrica y agua para el regadío. Los pantanos han inundado unos mil kilómetros cuadrados.